# The Winkies
The Winkies byla britská pubrocková skupina, založená v roce 1973. Jejími členy byli zpěvák Philip Rambow, kytarista Guy Humphreys, baskytarista Brian Turrington a bubeník Michael Desmarais. V únoru 1974 skupina odehrála turné jako doprovodná skupina hudebníka Briana Ena. Následně podepsala smlouvu s vydavatelstvím Chrysalis Records a začala pracovat na svém prvním albu, na kterém se vedle jiných podíleli také Brian Eno a Leo Lyons. Toto album však nebylo nikdy dokončeno a později skupina začala pracovat na dalším, jehož produkce se ujal Guy Stevens. Dostalo název The Winkies (autorem jeho obalu je Hipgnosis) a vyšlo v roce 1975; nedlouho poté se skupina rozpadla.